# Château de Lichtenberg (Allemagne)

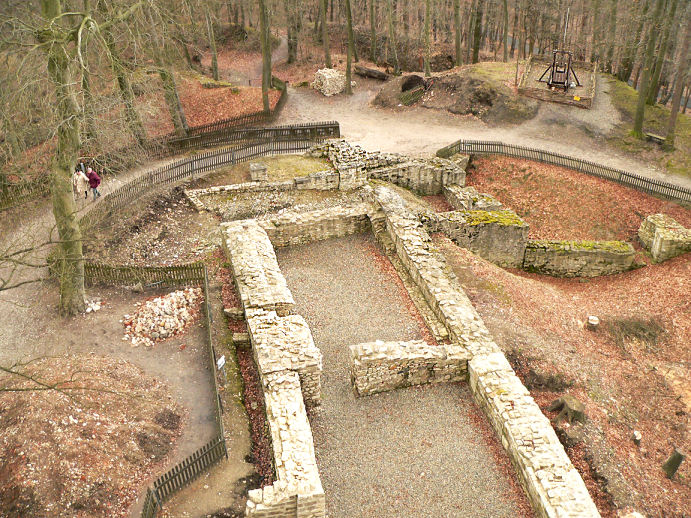
Les fondations du donjon, en bas : les corps de logis, la chapelle, la tour de guet ; à droite en haut : un trébuchet.

Le château fort de Lichtenberg, ou Heinrichsburg, est un château fort en ruines du XIIe siècle dans le faubourg de Lichtenberg (au nord-ouest de Salzgitter-Höhenzug) près de Salzgitter en Basse-Saxe. Ses vestiges se dressent au sommet du mont Burg (alt. 241 m), au sud du quartier de Salzgitter-Lichtenberg.
Le choix de cette position stratégique est typique du château fort médiéval. Le bâtisseur de cette forteresse essentielle aux intérêts guelfes fut le duc Henri le Lion : elle a été érigée pour défendre la Saxe de l'Abbaye de Hildesheim et de ses puissants voisins, les Hohenstaufen de Goslar. Malgré d'innombrables assauts tout au long du Moyen Âge, elle ne fut détruite que sous les tirs d'artillerie d'une armée de mercenaires en 1552.

## La construction du château fort
Le château fort comprend la première enceinte, perchée à 241 m d'altitude, et une basse-cour. La première enceinte occupe un plateau ovale de 45 × 80 m. Derrière ses remparts épais de 1,60 m, elle abritait divers corps de logis, des ateliers et le grand puits. Dans une pièce de 10 × 8,50 m, les fouilles ont mis au jour un hypocauste. Légèrement en contrebas de la première enceinte, on voit un donjon de 32 × 8 m avec ses oubliettes.
La première phase de construction du château fort remonte au début du XIIe siècle ; l'essentiel des travaux suivit sans doute au cours de la décennie 1170–1180 ; quant au châtelet, c'est l'une des ultimes réalisations. Le château est muni d'une enceinte extérieure à treize tourelles et de fossés. Il subsiste encore des parties de la porte fortifiée et des douves. Les traces antérieures au château ne subsistent que sous forme de fragments isolés au milieu des fondations en ruines.

## Histoire
Le château de Lichtenberg est attesté dans les sources dès 1180. Le duc guelfe Henri le Lion (1129–1195) en avait fait un bastion contre l'empereur Frédéric Barberousse. Ce château se dressait à la frontière de domaine guelfe et menaçait les États gibelins voisins : l'abbaye royale de Hildesheim et la ville d'empire de Goslar. Dans le cadre de la mise au ban de Henri le Lion, Barberousse s'empara de cette forteresse après un bref siège en 1180. Le duc Henri ne le recouvra qu'après avoir conclu la paix avec l'empereur Henri VI de Hohenstaufen, en 1194 ; il mourut du reste l'année suivante.
Le parti des Hohenstaufen élut en 1198 Philippe de Souabe comme roi, tandis que le parti guelfe se choisit Othon IV, le fils d'Henri le Lion, comme anti-roi. Othon IV s'appuya sur la menace que constituait le château de Lichtenberg contre la ville d'empire de Goslar. Pour protéger leur palais, les princes de Hohenstaufen chargèrent en 1206 leur bailli, le comte Hermann von Wöltingerode, de s'emparer de la forteresse ennemie : contre toute attente, il y parvint. Au début du mois de juin 1206, le comte Gosselin II tenta en vain de reprendre ce château fort, d'où le comte Hermann lançait désormais des campagnes de pillages dans les montagnes du Hartz et jusque dans le comté de Peine, fief de Gosselin.
Lorsqu'en 1208 Othon IV fut reconnu Roi des Romains après l'assassinat de son rival, le château fut remis au Guelfe. À sa mort en 1218, il revint au duc Othon Ier de Brunswick, puis au duc et châtelain de Lichtenberg Jean de Brunswick-Lunebourg. Il a été temporairement hypothéqué aux bourgeois de Brunswickt, mais racheté en 1365 par les seigneurs von Saldern, qui en firent leur base d'opération en tant que chevaliers-brigands, et dont les méfaits sont rapportés dans le Livre de la faide de Brunswick (1379–1382). Au XVe siècle, le château fut confisqué aux von Saldern : les annales de l'époque rapportent les noms des baillis chargés de reprendre cette place : Rudolf von Garszenbüttel et Herwig von Uetze.

Le château fort de Lichtenberg
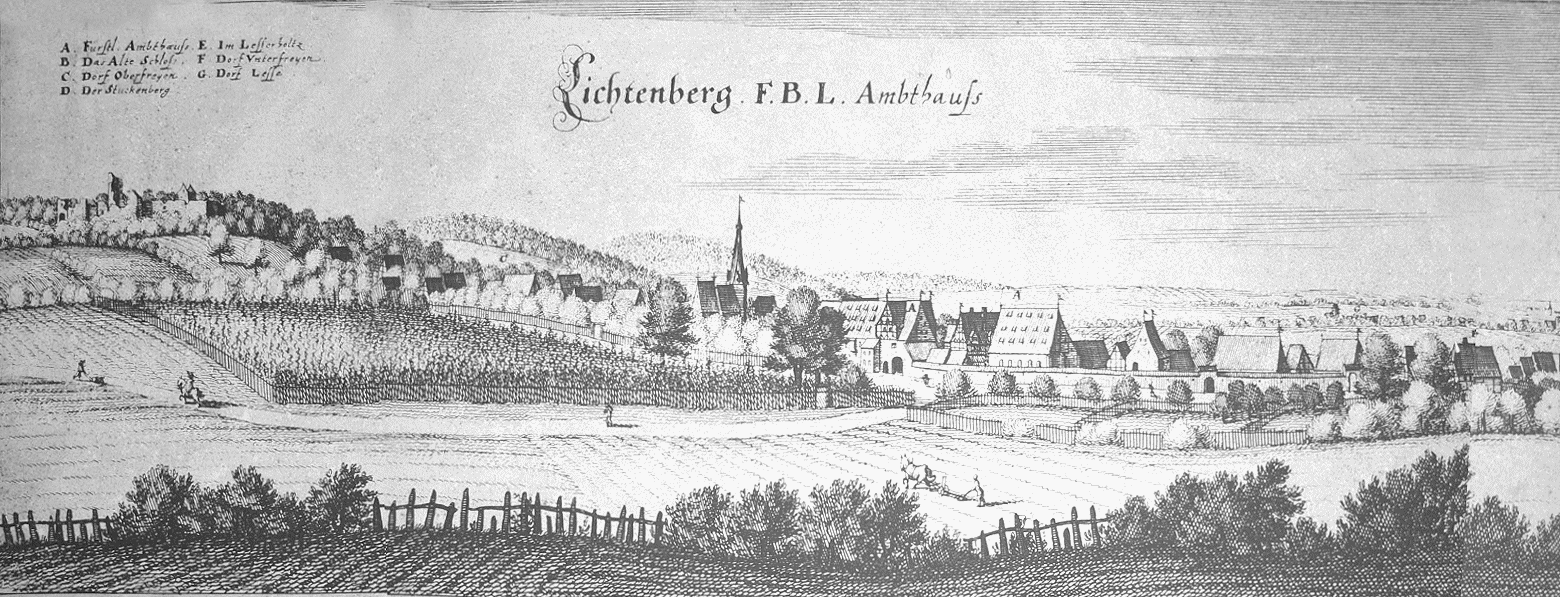
Gravure de Lichtenberg par Merian (vers 1650), avec à gauche sur la montagne les ruines du château fort de Lichtenberg
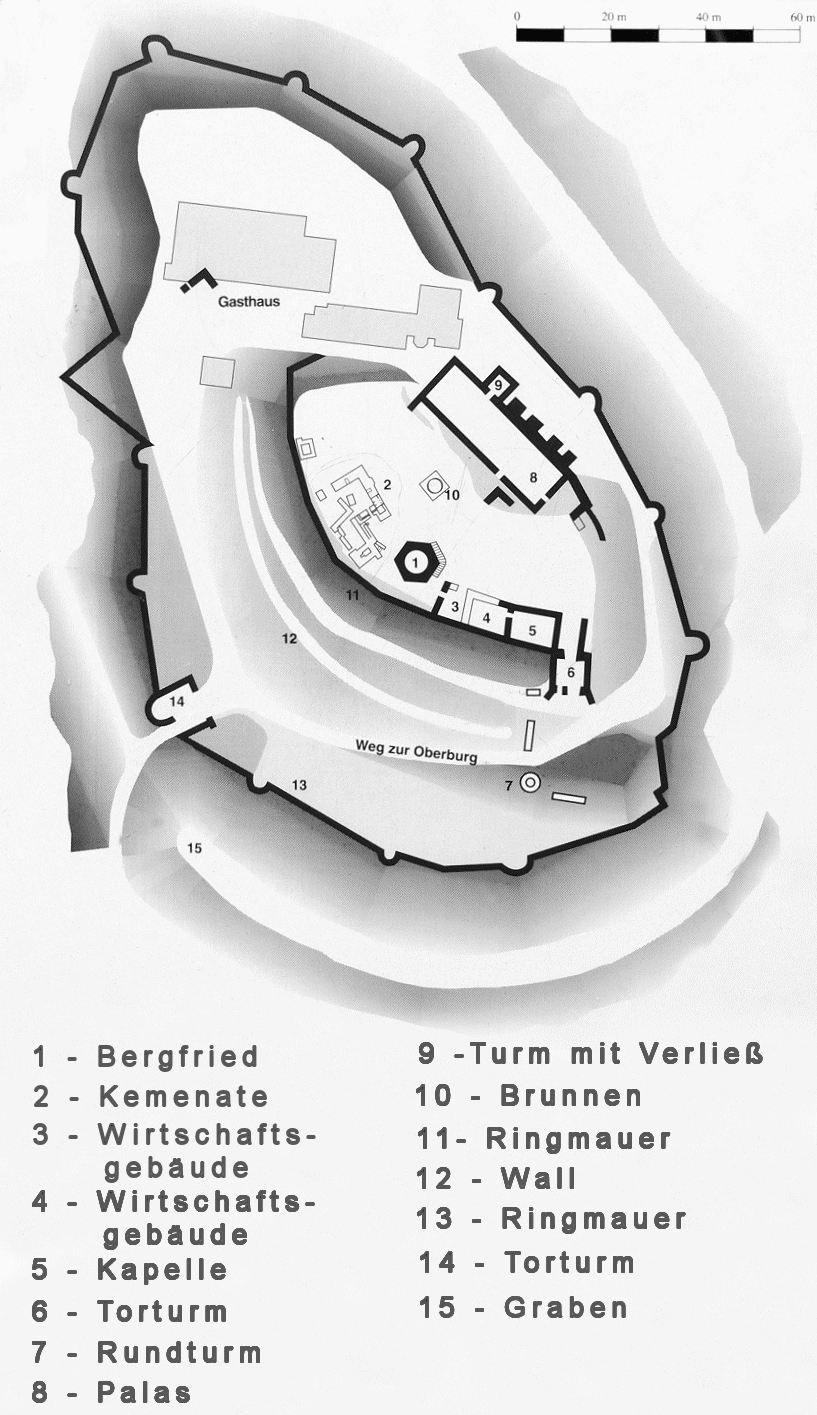
Vue en plan du château fort
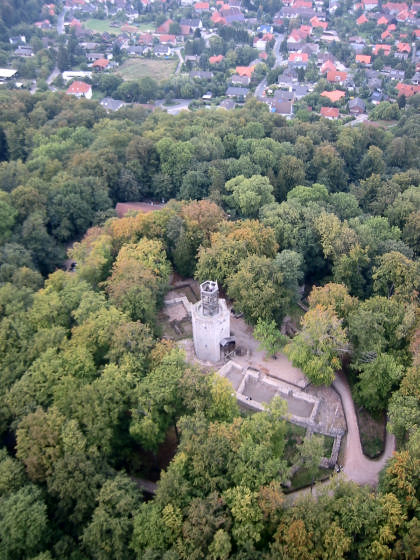
Panorama sur le château depuis le sud, avec à l'arrière-plan le village de Lichtenberg
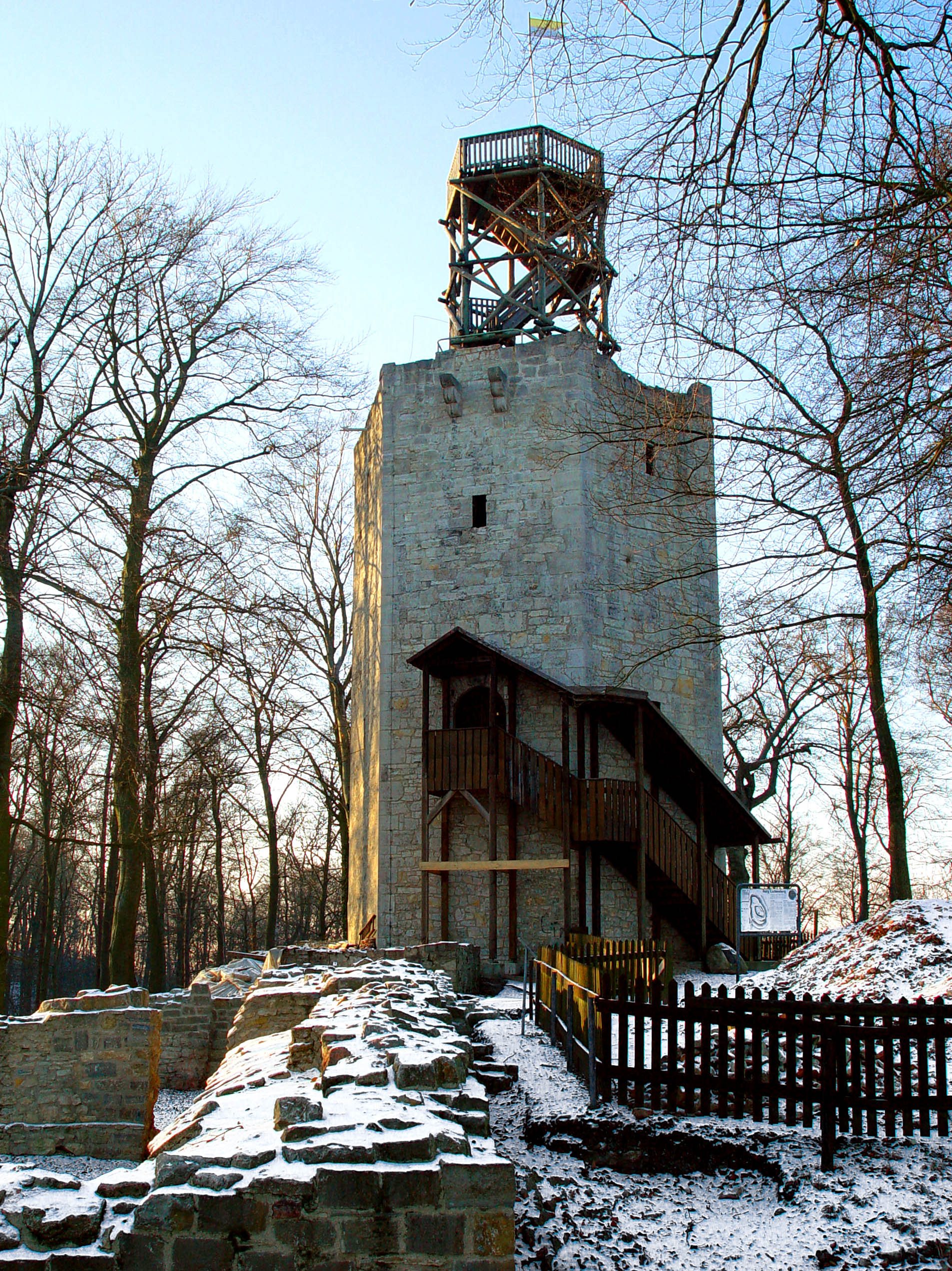
Le beffroi reconstruit vers 1900.

### La destruction
Le 22 octobre 1552, des régiments du comte Volrad de Mansfeld, membre de la Ligue de Smalkalde, encerclèrent le château. Ces quelque 5400 lansquenets et 2100 chevaliers venaient de piller le duché de Brunswick et de mettre à sac plusieurs villes des contreforts du Hartz. Cette armée bombarda le château avec des mortiers de gros calibre, et au bout de huit jours parvint à s'introduire par un brèche. Depuis cet assaut, le château est demeuré à l'état de ruine, avant de servir de carrière de pierres pour la construction de la ferme de Lichtenberg. Cette même année 1552, Mansfeld attaqua de la même manière le château de Neuhaus à Wolfsbourg.

## La reconstruction
Au XIXe siècle, le château en ruine connut un regain d'intérêt : c'était le résultat d'une nouvelle conscience de l'histoire nationale allemande et les prémices du sentiment nationaliste que Bismarck allait exploiter pour faire naître en 1871 l'Empire allemand.
En 1892, il se forma une association pour l'embellissement du château fort (Verschönerungsverein der Burg Lichtenberg), refondée en 1995 sous l'appellation de Förderverein Burg Lichtenberg e. V. et qui compte 200 membres. Le beffroi de 15 m s'était effondré en 1861 et avait été rasé : vers 1900, cette Verschönerungsverein fit reconstruire au même emplacement une tour hexagonale, d'une hauteur de 25 m, et dont les hourds offrent un panorama sur l'ensemble des contreforts du Hartz jusqu'au mont Brocken. Les fouilles menées dans l'ancien puits du château ont montré que sa profondeur était de 60 m et qu'il avait été creusé manuellement. Depuis 2005, un trébuchet a été installé sur le site.

## Les fouilles archéologiques
Les premières fouilles archéologiques remontent à 1893. À la fin des années 1950, puis derechef depuis 2004, d'autres campagnes sont intervenues. Elles ont permis de dégager les fondations d'anciens remparts. En 2004, la grande porte, datée du règne d'Henri le Lion (1129–1195), a été dégagée par l’Archäologische Arbeitsgemeinschaft Salzgitter. À ce jour, le reste des vestiges retrouvés remontent à la période allant du XIVe au XVIe siècle. Dans le mortier des dallages, on a retrouvé des traces de roues de chariot. Une particularité intéressante du premier château est la présence d'un hypocauste de type romain.

## La pierre de Gauss

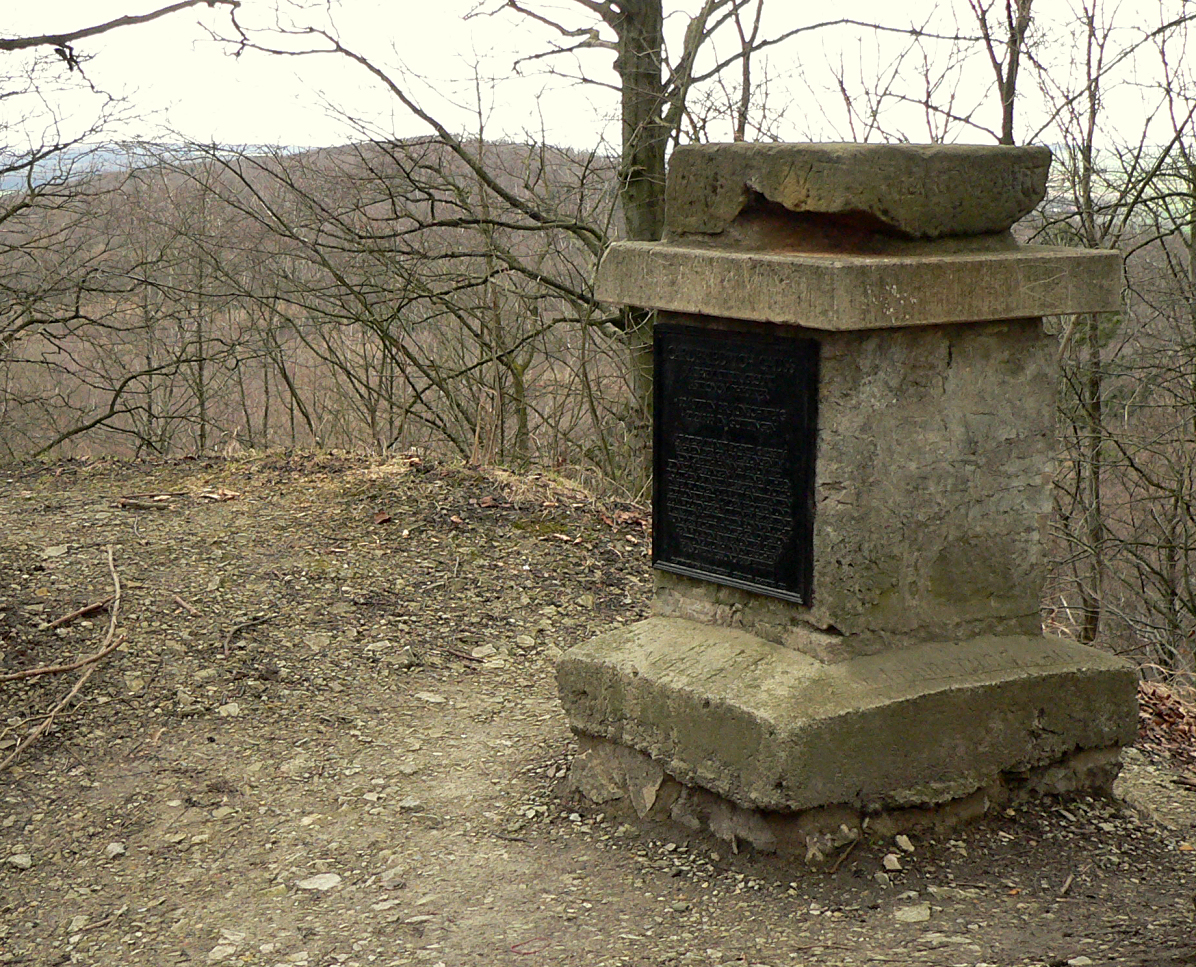
La « pierre de Gauss » et la plaque commémorative des frères Schreitel.

Au sommet de l'escarpement surplombant les ruines du château, on peut voir la Pierre de Gauss (Gaußstein), un monolithe que le mathématicien et astronome Gauss, chargé par le roi George IV de dresser le cadastre du Royaume de Hanovre, a fait graver en 1820 : de ce point d'observation surélevé, il a repéré différentes mires géodésiques, la plus éloignée étant distante d'une centaine de kilomètres. Cette pierre, façonnée et transportée par la Sté Schreitel & Fr, se trouve au milieu d'une motte médiévale.